# 5953 Shelton
5953 Shelton è un asteroide della fascia principale. Scoperto nel 1987, presenta un'orbita caratterizzata da un semiasse maggiore pari a 2,3189322 UA e da un'eccentricità di 0,1674378, inclinata di 24,00937° rispetto all'eclittica.